# Municipio de Moral
El municipio de Moral (en inglés: Moral Township) es un municipio ubicado en el condado de Shelby en el estado estadounidense de Indiana. En el año 2010 tenía una población de 4577 habitantes y una densidad poblacional de 48,15 personas por km².

## Geografía
El municipio de Moral se encuentra ubicado en las coordenadas 39°39′40″N 85°53′12″O / 39.66111, -85.88667. Según la Oficina del Censo de los Estados Unidos, el municipio tiene una superficie total de 95.06 km², de la cual 94.7 km² corresponden a tierra firme y (0.38%) 0.36 km² es agua.

## Demografía
Según el censo de 2010, había 4577 personas residiendo en el municipio de Moral. La densidad de población era de 48,15 hab./km². De los 4577 habitantes, el municipio de Moral estaba compuesto por el 97.9% blancos, el 0.46% eran afroamericanos, el 0.24% eran amerindios, el 0.35% eran asiáticos, el 0.07% eran isleños del Pacífico, el 0.2% eran de otras razas y el 0.79% pertenecían a dos o más razas. Del total de la población el 1.05% eran hispanos o latinos de cualquier raza.